# ピーター・キャドバリー
ピーター・エグバート・キャドバリー（Peter Egbert Cadbury、1918年2月6日 - 2006年4月17日）は、イギリスの実業家。

## 略歴
父エグバート・キャドバリーは、第一次世界大戦の戦闘機パイロットで、チョコレート会社キャドバリー・ブラザーズの経営陣のひとりであった。ピーター・エグバート・キャドバリーは、祖父ジョージ・キャドバリーが設立したクエーカーの学校であるレイトン・パーク校 (Leighton Park School)と、ケンブリッジ大学トリニティ・カレッジに学んだ。
ピーター・エグバート・キャドバリーは、一族が営んでいた事業には加わらず、父に倣って飛行士の道に進み、ジェット戦闘機のテストパイロットとなった。その後、法廷弁護士の資格を得てニュルンベルク裁判に関わるなどしたが、やがて法曹界に見切りをつけた。キャドバリーは、父から75,000ポンドの資金を借り、まず劇場チケット販売業のキース・プラウズ (Keith Prowse) を買収した。
その後、キャドバリーは、タイン・ティーズ・テレビジョン（Tyne Tees Television：現在のITVの一部、ITV Tyne Tees の前身）の設立に役員のひとりとして関わり、イングランド南西部で最初にITVの免許を得たウェストワード・テレビジョンの設立をめざすコンソーシアムを主導して、その執行役員となった。キャドバリーはこの他にも、航空会社や、旅行業の事業も所有していた。
キャドバリーは、しばしば近隣住民や、報道陣、所属するクラブの会員、ロンドンの同業者組合（キャドバリーは製革工組合 Worshipful Company of Currier に加わっていた）の会員と諍いを起こすことでもよく知られており、自分の会社の経営陣との争いもしばしばであった。自動車の運転に関わることで路上で殴り合いをしたことも、一度ならずあった。自動車はアストンマーティン・V8ヴァンテージ、フェラーリ、ベントレーを所有し、ほかにも、多数のヨット、競走馬、西インド諸島の不動産、いくつもの地方の大邸宅を所有しており、邸宅のひとつには滑走路と5機の飛行機を収容できる格納庫があった。キャドバリーは、当時ITVを規制する立場にあった英国独立放送協会 (Independent Broadcasting Authority, IBA) と長年にわたって紛争を続けたが、ウェストワード・テレビジョンは1980年の免許更新が認められず、免許はテレビジョン・サウス・ウェスト (Television South West, TSW) に与えられた。
キャドバリーは、動物好きで、オウム、グレート・デーン、ルワンダのゴリラを飼っていた。
キャドバリーは、3回結婚した。1947年のベネディクタ・ブルース (Benedicta Bruce) との最初の結婚の際には、伝説的なスピットファイアのパイロットダグラス・ベイダー (Douglas Bader) が花婿付き添い人を務めた。ベネディクタとの間には息子1人、娘1人が生まれたが、1968年には離婚に至った。1970年には、27歳年下のジェニファー・モーガン＝ジョーンズ  (Jennifer Morgan-Jones) と再婚して、息子1人（ジョエル・キャドバリー、後に一時期 Groucho Club のオーナーであった）をもうけるが、この結婚も1976年に離婚に至った。同年、キャドバリーはすぐにジェーン・ミード (Jane Mead) と3度目の結婚をし、その後さらに2人の息子を得た。
キャドバリーは、2006年4月17日に88歳で死去した